# Elezioni legislative in Portogallo del 1945
Le elezioni legislative in Portogallo del 1945 si tennero il 18 novembre per il rinnovo dell'Assemblea Nazionale. Dopo alcuni cambiamenti introdotti dal primo ministro António de Oliveira Salazar, queste furono le prime elezioni in cui i partiti d'opposizione poterono presentare dei candidati. A questo scopo, fu formato il Movimento di Unità Democratica (in portoghese Movimento de Unidade Democrática), seppur ritirò i propri candidati all'imminenza delle elezioni sostenendo che fossero in atto frodi elettorali. Per queste ragioni, soltanto i candidati dell'Unione Nazionale parteciparono alle elezioni.

## Legge elettorale
Rispetto alle elezioni degli anni precedenti, la legge elettorale intercorse fra alcuni cambiamenti. Il singolo collegio elettorale composto da 100 membri fu sostituito da 21 collegi plurinominali e da un collegio uninominale per le isole Azzorre. I 22 collegi eleggevano un totale di 120 membri, 13 dei quali eletti nelle colonie portoghesi.
Gli aventi diritto potevano cancellare i nomi dei candidati dalla lista elettorale, ma non sostituirli con altre preferenze. Potevano votare tutti gli uomini che avessero compiuto 21 anni d'età purché fossero alfabetizzati oppure pagassero almeno 100 escudi in tasse e tutte le donne, sempre con un'età minima di 21 anni, purché avessero completato il ciclo di istruzione secondaria, o se pagassero almeno 100 escudi in tasse oppure se fossero delle capofamiglia.

## Risultati
|                     |                     |         |      |           |     |  |
| Partito             | Partito             | Voti    | %    | Seggi     | +/- |  |
|                     | Unione Nazionale    | 489 133 | 100  | 120 / 120 | 20  |  |
|                     |                     |         |      |           |     |  |
| Non validi/Bianchi  | Non validi/Bianchi  |         | –    | –         |     |  |
| Totale              | Totale              | 489 133 | 100  | 120       |     |  |
| Con diritto di voto | Con diritto di voto | 909 456 | –    | –         |     |  |
| Affluenza           | Affluenza           | –       | 53,8 | –         |     |  |